# Frank Beaurepaire
Francis Joseph Edmund De Beaurepaire, conegut amb el nom de Frank Beaurepaire   (Melbourne, 13 de maig de 1891 - Melbourne, 29 de maig de 1956) fou un nedador i polític australià.

## Biografia
Va néixer el 13 de maig de 1891 a la ciutat de Melbourne, ciutat situada a Austràlia, un territori que en aquells moments formava part del Regne Unit de la Gran Bretanya i Irlanda. Fou germà de la saltadora i nedadora Lily Beaurepaire.
El 1942 fou nomenat cavaller de l'Imperi Britànic.
Morí el 29 de maig de 1956 a la seva residència de Melbourne a conseqüència d'un atac de cor.

## Carrera esportiva

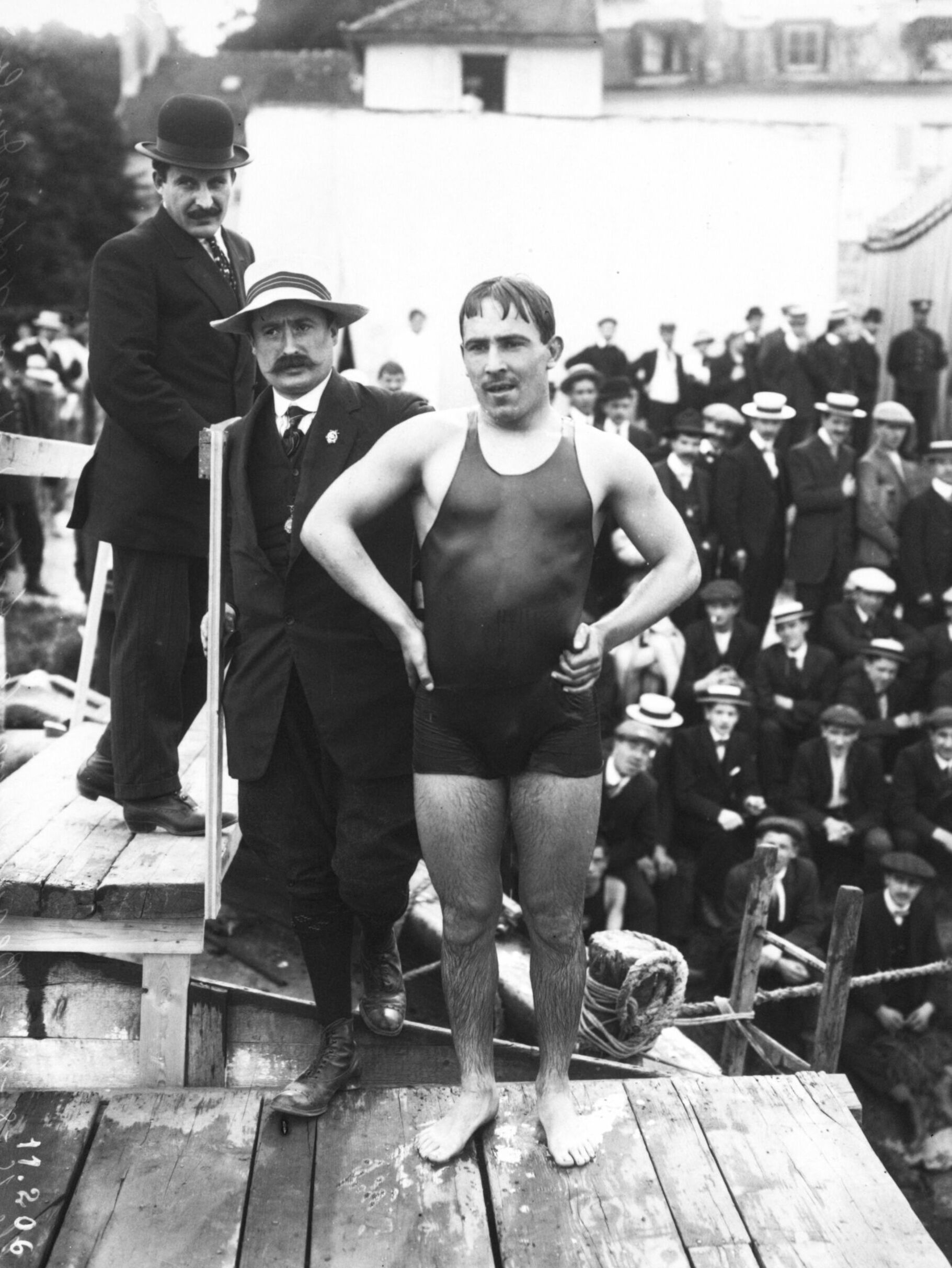
Frank Beaurepaire el 1910 després de la seva victòria en els 500 m

Va participar, als 16 anys, en els Jocs Olímpics d'Estiu de 1908 celebrats a Londres (Regne Unit), on en representació d'Australàsia, aconseguí guanyar la medalla de plata en els 400 metres lliures i la medalla de bronze en els 1.500 metres lliures, a més de finalitzar quart en els relleus 4x200 m. lliures i caure en semifinals en els 100 metres lliures. En aquests temps establí una forta rivalitat esportiva amb el britànic Henry Taylor, amb el qual realitzà diverses gires al voltant del continent europeu. Absent dels Jocs Olímpics d'estiu de 1912 per un retir momentani, participà en els Jocs Olímpics d'Estiu de 1920 realitzats a Anvers (Bèlgica), ja sotra representació australiana, on aconseguí guanyar la medalla de plata en els relleus 4x200 metres lliures i la medalla de bronze en els 1.500 metres lliures, a més de participar en la final dels 400 metres lliures, on no pogué finalitzar la prova. En els Jocs Olímpics d'Estiu de 1924 realitzats a París (França) tornà a aconseguir el mateix botí que en els anteriors Jocs, la medalla de plata en els relleus 4x200 m. lliures i la medalla de bronze en els 1.500 metres lliures.
Retirat dels esports actius, participà en els Jocs Olímpics d'Estiu de 1932 realitzats a Los Angeles (Estats Units) com a jutge de natació.

## Carrera política
L'any 1940 fou escollit alcalde de la ciutat de Melbourne, un càrrec que desenvolupà fins al 1942. El 1948 fou escollit com a membre de la delegació de la ciutat de Melbourne que presentà la seva candidatura a la realització dels Jocs Olímpics d'Estiu de 1956, que finalment aconseguí realitzar.